# 삼태기 메들리
삼태기 메들리( - medley)는 대한민국의 1980년대 음악 그룹 강병철과 삼태기의 메들리곡으로, 1982년에 발표되었다.
구 버전의 경우 총 97개의 곡이 사용되었으며, 플레이타임은 약 21분 정도로 매우 길다. 그룹의 리더 강병철이 1988년 11월 교통사고로 사망한 이후 그룹 이름을 ‘삼태기’로 바꾸고 2005년에 신 버전의 삼태기 메들리를 발표하였다. 신 버전의 삼태기메들리 플레이타임은 약 25분.

## 사용된 곡 일람
| 1. 행운을 드립니다 2. 정선 아리랑 (이 곡은 뒤에 다시 등장함) 3. 신고산 타령 4. 가시리 5. 한동안 뜸했었지 6. 너무 짧아요 7. 꿈에 본 내고향 8. 단장의 미아리 고개 9. 촛불 10. 서울로 가는님 11. 정든배는 떠난다 12. 나는 어떡하라구 13. 딩동댕 지난 여름 14. 너 15. 목석같은 사나이 16. 날 보러와요 17. Sexy music 18. 즐거운 일요일 19. 그래 그래서 20. 얘야 시집가거라 21. 열두냥짜리 인생 22. Come back 23. 그대 떠난 이밤에 24. 바보처럼 살았군요 25. 맹꽁이 26. 동물농장 27. 꽁당 보리밥 28. 여름냇가 29. Wanted 30. 고추잠자리 31. 한오백년 (이 곡은 후반부에 다시 등장함) 32. 홍도야 울지마라 33. 고향아줌마 34. 고향이 좋아 35. 잘 있어요 36. 여름 37. 해변으로 가요 38. Y.M.C.A 39. 뱃놀이 (이 곡은 후반부에 다시 등장함) 40. 돌아와요 부산항에 41. 늦기전에 42. 월남에서 돌아온 김상사 43. 안녕하세요 44. 소녀 45. 아리랑 46. Sad Movie 47. Twist Again 48. 정말로 49. 해뜰날 50. 학도가 51. 얼굴 52. 사랑의 기쁨 53. 날이 갈수록 54. 고향역 55. 후회 56. 희야는 어디로 57. 진도아리랑 58. 벽오동 59. 코스모스 피어있는길 60. 키다리 미스터김 61. 우리 애인 62. 남성 넘버원 63. 여우야 64. 두꺼비 65. 최진사댁 셋째딸 66. Sunny 67. ABCD 68. 구슬비 69. 우스크다라 70. 너무합니다 71. 떠나야할 그사람 72. 나는 몰라요 73. 마음약해서 74. 마지카루나 75. 쟈니기타 76. 엘콤 판체로 77. 베사메무쵸 78. 키싸스 79. 눈이 내리네 80. 고드름 81. 군밤타령 82. 얼씨구 좋다 83. 겨울바람 84. 싼타클로스 우리마을에 오시네 85. 기쁘다 구주오셨네 86. 고요한밤 거룩한밤 87. 탄일종 88. 어린송아지 89. 들장미 90. 아니 내일 91. 메기의 추억 92. 옥수수 하모니카 93. 루돌프 사슴코 94. 창밖을 보라 95. 기차길 옆 오막살이 96. Hello Mr. Monkey 97. Bye Bye Love | 1. 차라투스트라는 이렇게 말했다 2. 행운을 드립니다 3. 강원도 아리랑 4. 신고산 타령 5. 울릉도 트위스트 6. 고래사냥 7. 영일만 친구 8. 후회 9. 돌아와요 부산항에 10. 남행열차 11. 목포의 눈물 12. O Sole Mio 13. sloop jojn b 14. 요지경 세상 15. 몽땅 내사랑 16. 왜불러 17. 날 보러와요 18. 한동안 뜸했었지 19. 존재의 이유 20. 사랑의 기쁨 21. 청춘 22. 경기도 아리랑 23. 오데로 갔나 24. 님은 먼곳에 25. 바꿔 26. 하바나 길라 27. (곡목 불명) 28. 아빠의 청춘 29. 앞으로 ... |